# 杜克拉

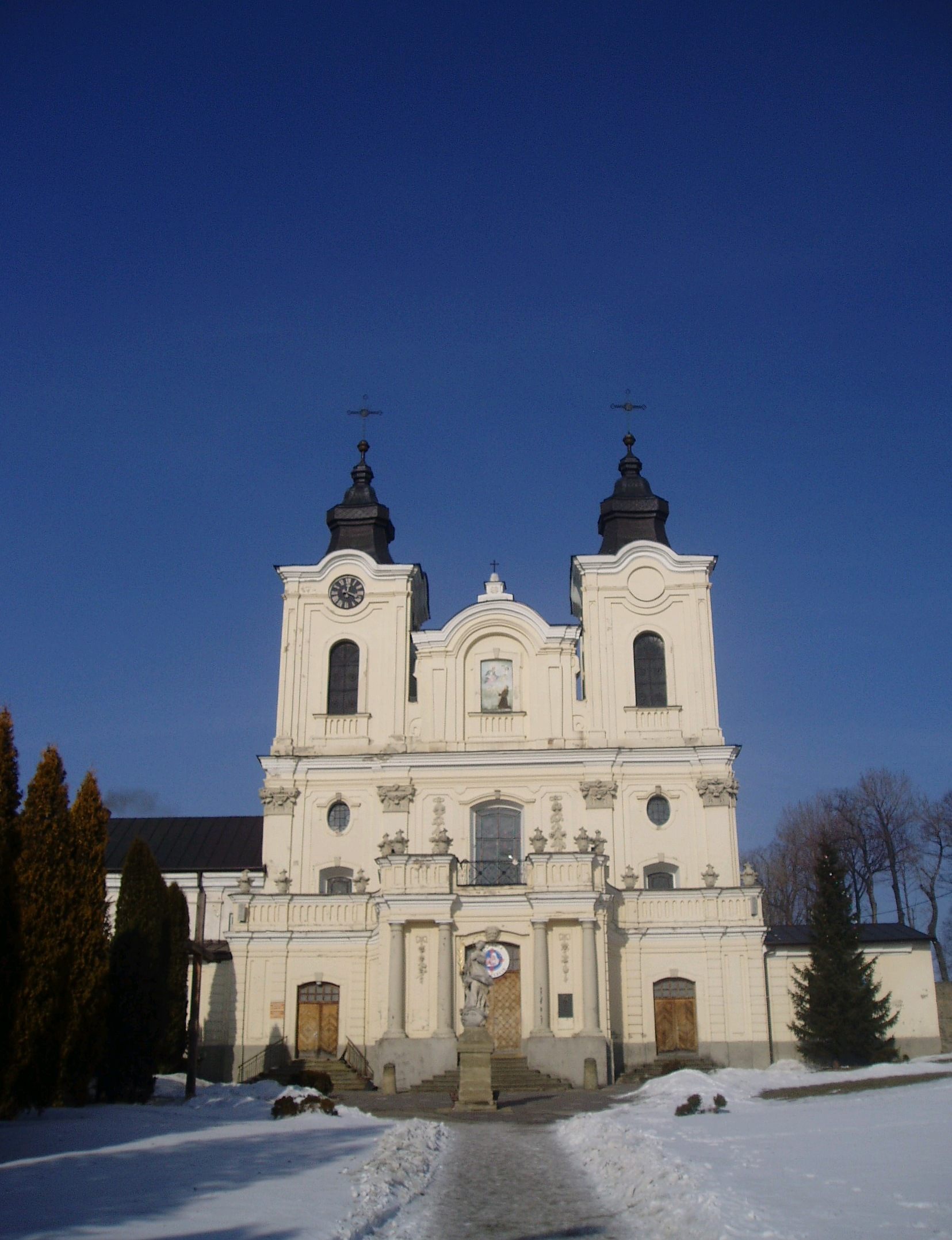

杜克拉是波蘭的城鎮，位於該國東南部，距離克羅斯諾16公里，由喀爾巴阡山省負責管轄，面積5.48平方公里，2006年人口2,136。第二次世界大戰期間，納粹德國在1939年9月8日至1944年9月期間佔領該鎮。

## 外部連結
- 杜克拉 （页面存档备份，存于） （波兰語）

49°34′N 21°41′E / 49.567°N 21.683°E